# Angiotensin II-antagonist
En angiotensin II-antagonist (også kendt som angiotensin receptor hæmmer) er et stof som modulerer renin-angiotensin-aldosteron-systemet. Angiotensin II-antagonister anvendes som lægemidler til behandling af hypertension, diabetisk nyresygdom og hjerteinsufficiens.
Det første stof i klassen var losartan (handelsnavn Cozaar®) der første gang blev godkendt til klinisk brug i 1995 og efterfølgende er fem andre stoffer blevet godkendt i Danmark.

## Virkningsmekanisme
Angiotensin II-antagonister virker ved at hæmme angiotensin II type 1 receptorer. Disse receptorer findes bl.a. i glat muskulatur i blodkarsvæggen og binder sædvanligvis hormonet angiotensin II, med den virkning at blodkarrene trækker sig sammen og blodtrykket stiger. Andre virkninger af angiotensin II er udskillelse af hormonerne noradrenalin og aldosteron. Noradrenalin bevirker sammentrækning af blodkar og en øget frekvens og kraft af hjertets kontraktion, mens aldosteron bevirker øget genoptagelse af natrium og dermed vand i nyrerne. Begge medfører yderligere øgning af blodtrykket. Når bindingen af angiotensin II til receptoren hæmmes af disse lægemidler, vil blodtrykket således falde.

## Bivirkninger
Angiotensin II-antagonister er sædvanligvis veltolererede. Mest hyppige bivirkninger er svimmelhed og ortostatisk hypotension.

## Angiotensin II-antagonister i klinisk brug
Følgende angiotensin II-antagonister var i klinisk brug i Danmark pr. april 2013 (handelsnavne er anført i parentes):
- Candesartan (Atacand®, Candemox®)
- Irbesartan (Aprovel®, Ifirmasta®)
- Losartan (Ancozan, Cozaar®, Losarstad, Lostankal)
- Olmesartan (Olmetec®)
- Telmisartan (Micardis®)
- Valsartan (Diovan®)